# کپا آریزابالاگا
کپا آریزابالاگا (اسپانیایی: Kepa Arrizabalaga Revuelta‎؛ زادهٔ ۳ اکتبر ۱۹۹۴) ملقب به کپا بازیکن فوتبال اهل اسپانیا است که برای باشگاه آرسنال در لیگ برتر انگلستان بازی می‌کند.
از باشگاه‌هایی که در آن بازی کرده است می‌توان به چلسی و رئال مادرید اشاره کرد.

## آمار ملی

### بازی‌های ملی
تا تاریخ ۲۸ مارس ۲۰۲۳
| اسپانیا | اسپانیا | اسپانیا  | اسپانیا  |
| سال     | بازی    | کلین شیت | گل خورده |
| ------- | ------- | -------- | -------- |
| ۲۰۱۷    | ۱       | ۱        | ۰        |
| ۲۰۱۸    | ۲       | ۱        | ۱        |
| ۲۰۱۹    | ۷       | ۳        | ۴        |
| ۲۰۲۰    | ۱       | ۱        | ۰        |
| ۲۰۲۳    | ۲       | ۱        | ۲        |
| مجموع   | ۱۳      | ۷        | ۷        |

## حواشی
وی در سال ۲۰۱۸ در بازی فینال جام اتحادیه انگلیس در بازی مقابل منچسترسیتی سرمربی وقت تیم چلسی قصد تعویض او را داشت تن به تعویض نداد و چلسی آن بازی را در ضربات پنالتی واگذار کرد. پس از آن بازی برخی کاربران به طعنه او را سرمربی چلسی نامیدند. او پس از آن بازی یک دیدار را توسط سرمربی نیمکت نشین شد.

## افتخارات

### باشگاه
چلسی
- لیگ قهرمانان اروپا: ۲۱–۲۰۲۰
- لیگ اروپا: ۱۹–۲۰۱۸[۴]
- جام اتحادیه باشگاه‌های انگلستان نایب قهرمان: ۱۹–۲۰۱۸

رئال مادرید
لالیگا: ۲۴–۲۰۲۳
لیگ قهرمانان اروپا: ۲۴–۲۰۲۳
سوپر جام اسپانیا: ۲۴–۲۰۲۳

### ملی
زیر ۱۹ سال اسپانیا
- مسابقات زیر ۱۹ سال اروپا: ۲۰۱۲

### فردی
- تیم فصل لیگ اروپا: لیگ اروپا ۱۹–۲۰۱۸[۵]